# Marie Delattre
Marie Claire Delattre (Arrás, 4 de marzo de 1981) es una deportista francesa que compitió en piragüismo en la modalidad de aguas tranquilas.
Participó en tres Juegos Olímpicos de Verano, entre los años 2004 y 2012, obteniendo una medalla de bronce en Pekín 2008, en la prueba de K2 500 m.
Ganó dos medallas de bronce en el Campeonato Mundial de Piragüismo en los años 2005 y 2007, y  una medalla de bronce en el Campeonato Europeo de Piragüismo de 2005.

## Palmarés internacional
| Juegos Olímpicos   | Juegos Olímpicos     | Juegos Olímpicos  | Juegos Olímpicos |
| Año                | Lugar                | Medalla           | Competición      |
| ------------------ | -------------------- | ----------------- | ---------------- |
| 2008               | Pekín (China)        | Medalla de bronce | K2 500 m         |
| Campeonato Mundial |                      |                   |                  |
| Año                | Lugar                | Medalla           | Competición      |
| 2005               | Zagreb (Croacia)     | Medalla de bronce | K2 500 m         |
| 2007               | Duisburgo (Alemania) | Medalla de bronce | K2 500 m         |
| Campeonato Europeo |                      |                   |                  |
| Año                | Lugar                | Medalla           | Competición      |
| 2005               | Poznań (Polonia)     | Medalla de bronce | K2 500 m         |